# Nationaal park Monte Roraima
Nationaal park Monte Roraima is een nationaal park in Brazilië. Het park is opgericht in 1989 en beslaat ongeveer 116.000 hectare. Het ligt aan de noordelijke punt van de staat Roraima, bij Pacaraima, op de grens met Venezuela en Guyana. Een van de kenmerkende elementen van het park is de berg Monte Roraima.

## Karakteristiek
De temperatuur varieert van 5°C tot 36°C. Het park omvat savannes, veel bergbossen en snelstromende rivieren. Tevens bevindt zich in het park een aantal van de oudste bergen van de aarde.

## Flora en fauna

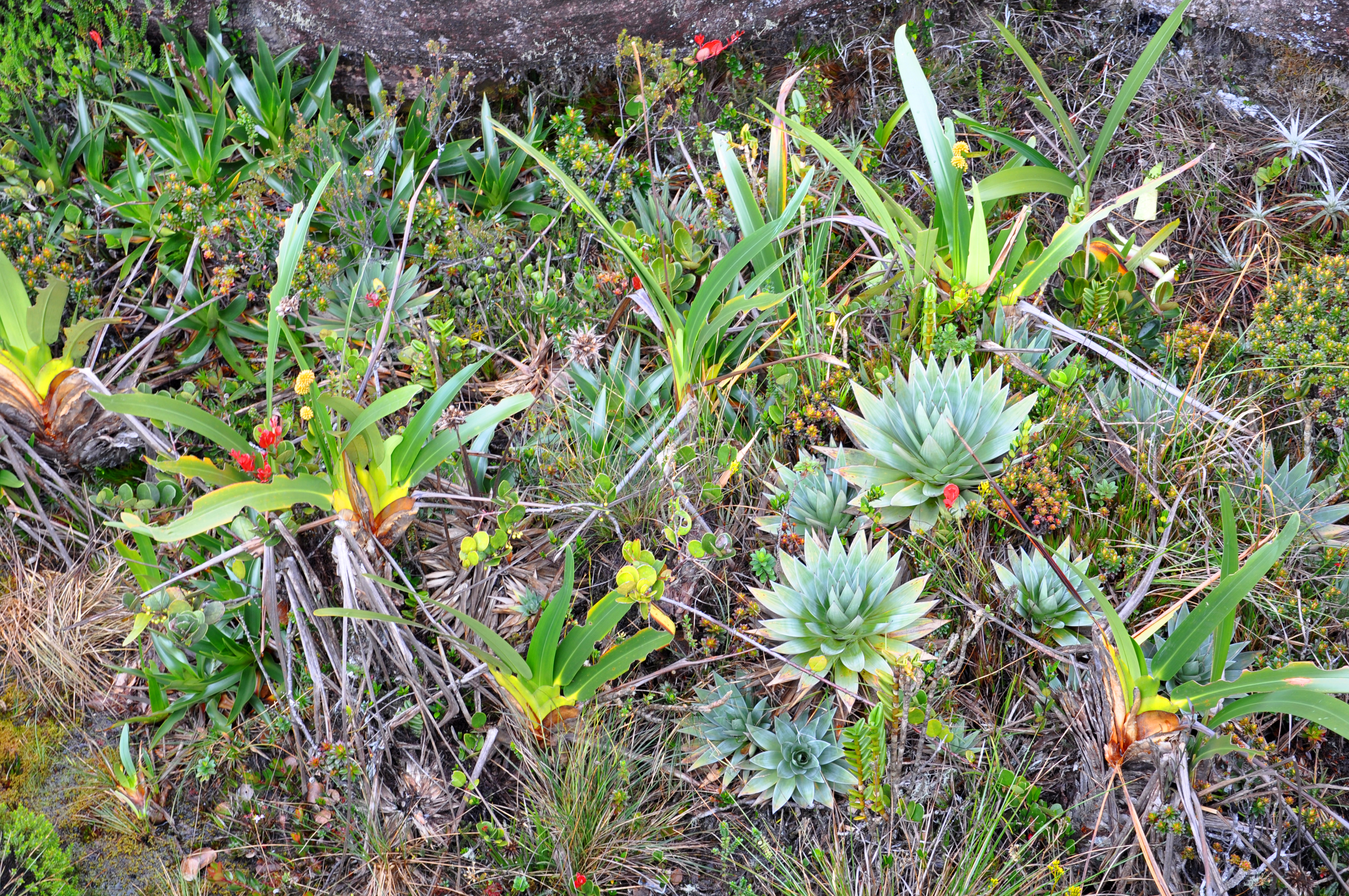
Vegetatie op de Monte Roraima

In het park komen onder meer voor de amfibieën Anomaloglossus praderioi, Anomaloglossus roraima, Hyla warreni, Hypsiboas lemai, Hypsiboas roraima, Myersiohyla kanaima, Oreophrynella macconnelli en Stefania roraimae, vele soorten varens, verschillende bromelias (o.a. Brocchinia tatei en Brocchinia reducta) en de vleesetende planten Heliamphora nutans, Droséra intermédia roraima en Drosera hirticalix.

## Monte Roraima
De berg Monte Roraima, ook bekend als Tepuy Roraima en Cerro Roraima (Portuguees: Monte Roraima [ˈmõtʃi ʁoˈɾɐ̃jmɐ]) is een belangrijk onderdeel van het park en tevens naamgever. Het plateau van de berg is 31 km² groot met vrijwel overal steile kliffen van 400 m hoog. De berg is tevens het drielandenpunt van Venezuela, Brazilië en Guyana. Het hoogste punt is  2,810 m hoog en ligt in Venezuela. De watervallen behoren tot de hoogste van de wereld. 
Het plateau kent een unieke vegetatie door de voedselarme, zandstenen bodem, de bijna dagelijkse regenval en de permanente afvoer van water. Er groeien plantensoorten uit de geslachten (Heliamphora) en Campanula, Rapatea-heide en Bonnetia roraimœ-struiken. De fauna is eveneens bijzonder met onder andere de zeer bedreigde kikkersoort Oreophrynella quelchii. 
De berg had lang voor de Europeanen arriveerden een grote betekenis voor de bewoners van de regio en kwam veelvuldig voor in hun mythen en legendes. Met name voor de Pemon, Kapon en Makunaima die de berg als basis van een enorme boom zagen, was de berg belangrijk. 
De berg wordt bezocht door rugzaktoeristen, vaak onder begeleiding van een gids, vanuit Paraitepui

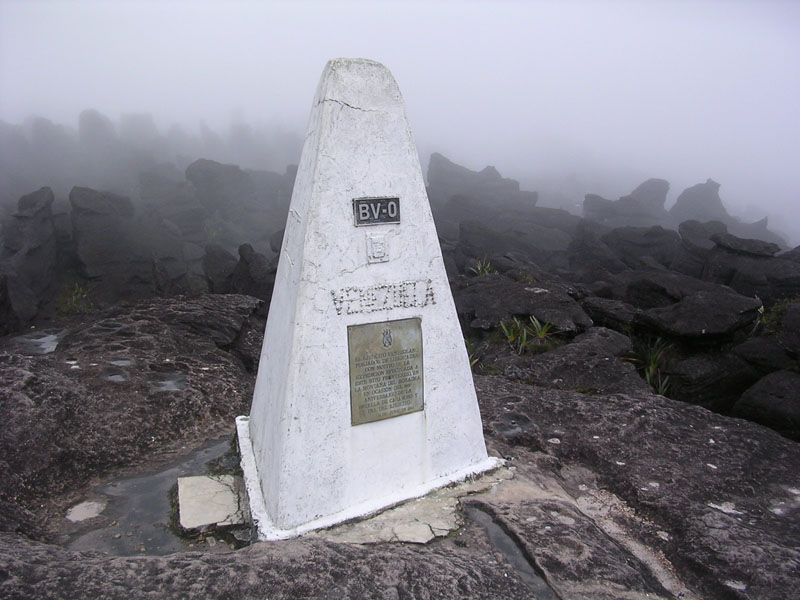
Drielandenpunt